# Amatuku
Amatuku est un îlot situé au Nord de l'atoll de Funafuti, capitale des Tuvalu dont il est l'un des seuls habités avec Fongafale et Funafala.
La population d'Amatuku s'élevait à 52 habitants en 2002.